# Dysdera genoensis
Dysdera genoensis (лат.) — вид аранеоморфных пауков из семейства Dysderidae.
Обнаружен в Иране. Название таксона происходит имени района, где найдена типовая серия.

## Описание
Мелкий паук. Общая длина голотипа самца 5,49 мм. Карапакс 2,42 мм в длину и 1,88 в ширину (у самки — 6,52 мм, 2,06 мм и 1,59 мм, соответственно). Диаметры глаз: передние AME 0,15 мм, заднесрединные PME 0,13 мм, заднебоковые PLE 0,11 мм (у самки — 0,11; 0,11; 0,10). Карапакс, стернум, хелицеры, лабиум и максиллы бледно-красноватые. Ноги оранжевые. Брюшко кремового цвета, без рисунка. Паутинные железы равномерно кремового цвета. Самец нового вида отличается от сородичей наличием слабо склеротизованного изогнутого стилуса (St) (в отличие от стилуса, если он присутствует, то не изогнут). Самка этого вида очень похожа на самку D. iranica, имея широкий рецептакл (он > 2× шире поперечного шва), но отличается относительно более широким рецептаклом без переднего треугольного выступа и наличием срединной вогнутости на поперечном шве (против рецептакла с треугольным выступом, поперечного шва без вогнутости). Включён в состав видовой группы Dysdera  ninnii, для которой характерны: хелицеры короче ширины карапакса, карапакс относительно короткий с передними сходящимися боковыми краями, булбус с простым гребнем, простой вершиной с длинным субапикальным зубцом и серповидным боковым выступом. Расстояние между задними боковыми и срединными глазами (PLE и PME) менее половины их диаметра.

## Распространение
Южный Иран, провинция Хормозган: Geno Biosphere Reserve, 27°22'N, 56°07'E.